# Bocoyna (municipalité)
Pour les articles homonymes, voir Bocoyna.
Bocoyna est une municipalité de l'État de Chihuahua, au Mexique. Elle couvre une superficie de 2 801,8 km2 et compte 27 909 habitants en 2015.